# Herbert Samuel, 1. Viscount Samuel

Herbert Samuel, 1. Viscount Samuel

Herbert Louis Samuel, 1. Viscount Samuel (GCB, OM, GBE, PC; * 6. November 1870 in Liverpool; † 5. Februar 1963 in London) war ein britischer Politiker und Diplomat. Im Jahre 1920 wurde er zum ersten Hochkommissar (im Wesentlichen Gouverneur) des britischen Völkerbundsmandats für Palästina ernannt und diente in diesem Amt bis 1925. Als solcher war Samuel der erste Jude, der das historische Land Israel seit 2000 Jahren regierte.

## Leben
Samuel wuchs in London als Sohn einer jüdischen Bankiersfamilie auf. Die Familie war politisch sehr aktiv. Einer seiner Brüder war Mitglied des Parlaments. Er besuchte die University College School im Stadtteil Hampstead und studierte am Balliol College an der University of Oxford. Im Alter von 18 Jahren wurde er aktiver Liberaler und im Jahre 1902 Parlamentsabgeordneter für die Liberal Party. Seinen ersten Regierungsposten bekam er 1906 im Innenministerium. Von Premierminister Herbert Henry Asquith wurde er im Jahre 1909 als erster nicht-konvertierter Jude überhaupt ins Kabinett berufen, in dem er zuerst Chancellor of the Duchy of Lancaster, dann Postminister und später Innenminister war. Er brachte 1915 die Idee vor, ein britisches Protektorat über das Mutesarriflik Jerusalem und weitere osmanische Gebiete einzurichten, und seine Ideen beeinflussten die Balfour-Deklaration.
Als sich 1916 die Liberal Party in Asquith- und Lloyd George-Fraktionen aufsplitterte, stellte sich Samuel auf die Seite Asquiths und wurde aus dem Kabinett entlassen, als Lloyd George Premierminister wurde.

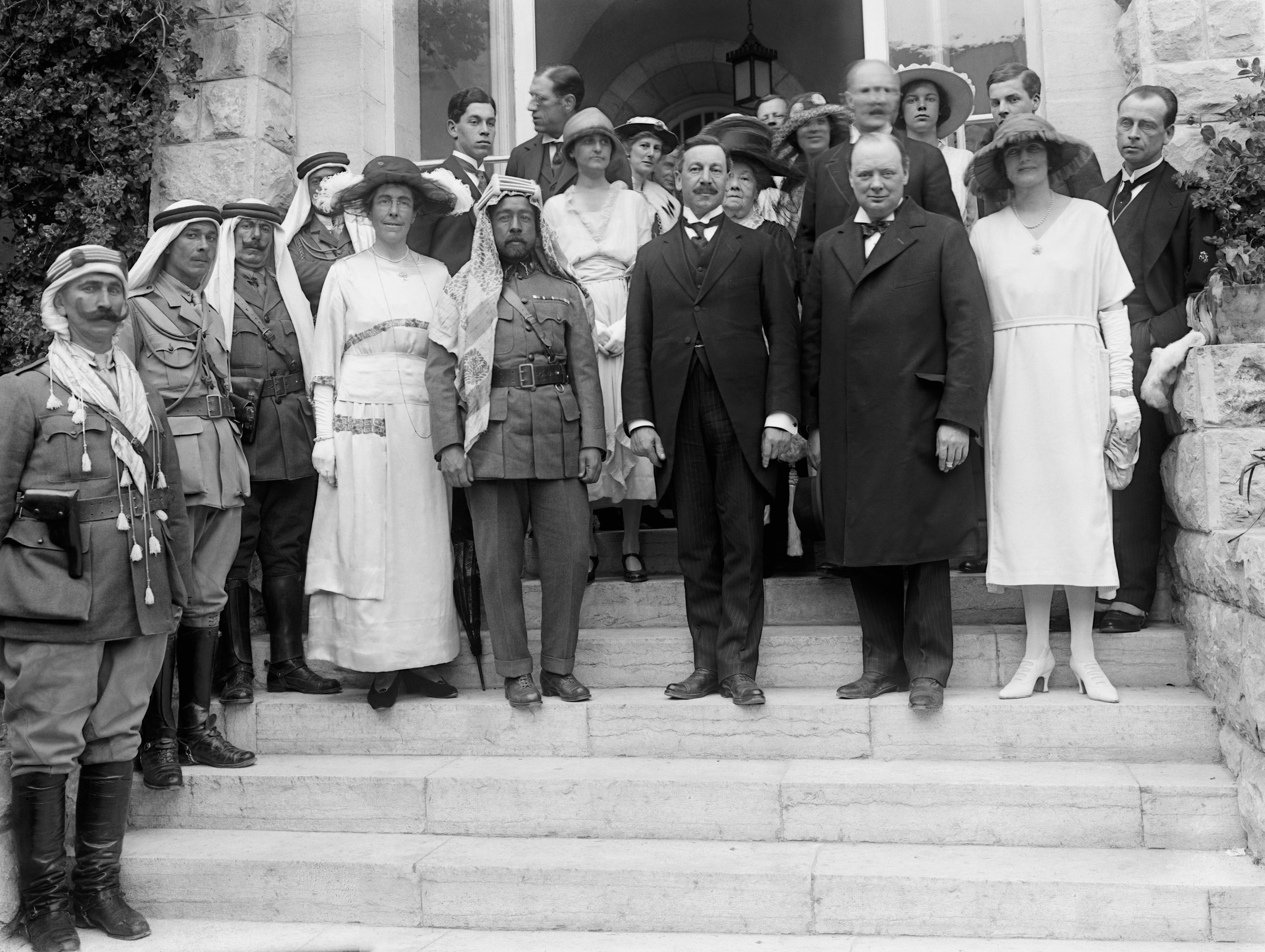
Sir Herbert Samuel, Winston Churchill, Emir Abdallah und andere in Jerusalem während der Nahostkonferenz vom März 1921

Als die Briten 1917 im Zuge des Ersten Weltkrieges Palästina eroberten (es war bis dahin Teil des Osmanischen Reiches), wurde Samuel, der seinen Sitz in den Wahlen von 1918 verloren hatte, zu einem potentiellen Kandidaten für die Vertretung britischer Interessen in der Region. Samuel wurde zum Hohen Kommissar für Palästina unter dem britischen Kolonialministerium ernannt, noch bevor die Siegermächte des Ersten Weltkrieges sich über die Aufteilung ihrer Eroberungen als „Mandate“ geeinigt hatten. Er trat sein Amt am 1. Juli 1920 an.:S. 190
Als Hoher Kommissar war Samuel darum bemüht, seine Neutralität zu demonstrieren, und versuchte, zwischen zionistischen und arabischen Interessen zu vermitteln, indem er die jüdische Einwanderung verlangsamte, und versuchte, das Vertrauen der arabischen Bevölkerung zu gewinnen. Es war zu dieser Zeit islamisches Gewohnheitsrecht, dass der oberste islamische spirituelle Führer von dem jeweiligen derzeitigen Herrscher (also dem Sultan in Konstantinopel) aus einer Gruppe von Geistlichen, die von den einheimischen Geistlichen nominiert worden war, ausgewählt werden sollte.
Nachdem die Briten Palästina erobert hatten, war der Sultan freilich nicht mehr der säkulare Herrscher. 1921 ernannte Herbert Samuel Hadsch Mohammed Amin al-Husseini zum Großmufti von Jerusalem, der von 1936 bis 1939 den arabischen Aufstand, seinerzeit größter gegen eine britische Kolonialverwaltung, anführte.
Nach seiner Rückkehr nach Großbritannien im Jahre 1925 bat Premierminister Stanley Baldwin Samuel, sich in die Probleme der Bergbauindustrie einzuarbeiten. Die Samuel-Kommission veröffentlichte ihren Bericht im März 1926 und schlug vor, die Industrie umzuorganisieren, lehnte allerdings die Nationalisierung ab. Der Bericht schlug weiterhin vor, die staatlichen Subventionen sollten abgeschafft und die Bergarbeitergehälter reduziert werden.
Dieser Bericht war einer der wichtigsten Faktoren, die zum britischen Generalstreik von 1926 führten. Während des Streiks führte Samuel auf eigene Faust geheime Verhandlungen mit der Gewerkschaftsführung, die schließlich zur Beendigung des Streiks durch den General Council des Trades Union Congress führten, ohne Einigung mit der Regierung erzielt zu haben.
Nach den Wahlen von 1929 wurde Herbert Samuel wieder Mitglied des House of Commons. Zwei Jahre später wurde er Vorsitzender der Liberal Party (der erste nicht-konvertierte Jude, der eine der großen britischen Parteien anführte) und Innenminister in der Regierung Premierminister Ramsay MacDonalds. Im Jahre 1932 führte er die Liberalen (mit Ausnahme der kleinen National Liberal Party von Sir John Simon) aus der Regierung. Er blieb weiter Vorsitzender der Liberal Party, bis er 1935 abermals seinen Sitz verlor.
Im Jahre 1937 wurde er als Viscount Samuel in den erblichen Adelsstand erhoben. In der Folgezeit war er Fraktionsvorsitzender der Liberal Party im House of Lords (1944–1955).

## Ehrungen
- Ehrenvorsitzender der akademischen Gesellschaft Palestine Oriental Society[3]